# Zenepos
Zenepos là một chi ốc biển, là động vật thân mềm chân bụng sống ở biển trong họ Conidae.

## Các loài
Các loài thuộc chi Zenepos bao gồm:
- Zenepos totolirata (Suter, 1908)[2]